# بلد (سومالی)
بلد یک منطقهٔ مسکونی در سومالی است که در Bal'ad District واقع شده‌است.